# 北京華隆進出口公司
北京華隆進出口公司，中國機械工業集團有限公司及國機資產管理公司聯營機構，是在1993年當時由中國工程與農業機械進出口總公司成立，主要業務结构以机械、轻工、汽车、纺织、化工、矿产、食品包装成套设备出口、汽车检修成套设备出口以及机床关键零部件进口。總經理為张鑫。
1999年，被中國機械工業集團有限公司收購本集團，已被國務院批准。